# Вильва (приток Косьвы)
Вильва — река в России, протекает в Добрянском районе Пермского края. Впадает в реку Косьва в 24 км от её устья по левому берегу, крупнейший приток этой реки. Длина реки составляет 94 км, площадь водосборного бассейна 849 км².
Река образуется слиянием двух небольших рек Малая Вильва и Большая Вильва в лесном массиве близ границы с Чусовским районом в 20 км к юго-востоку от посёлка Вильва. Исток находится на западных предгорьях Среднего Урала на водоразделе бассейнов Косьвы и Чусовой. От истока река течёт на юг, затем резко поворачивает на северо-запад, огибая холм Поднырой. В среднем и нижнем течении течёт на север. Русло реки крайне извилистое, преимущественно каменистое, иногда глинистое, в русле попадаются мели. Берега больше частью высокие и безлесные, но встречаются пологие, поросшие лесом. В половодье река сильно разливается.
Крупнейший населённый пункт на реке — посёлок Вильва в нижнем течении. Кроме него река протекает деревни Боркмос, Голубята, Шкарята, Никулята, Мутная и посёлок Таборы. Впадает в Косьву ниже посёлка Таборы. Ширина реки у устья около 20 метров, скорость течения — 0,3 м/с.

## Притоки (км от устья)
- 2,4 км: река Исток (пр)
- 11 км: река Кыж (лв)
- река Берёзовка (пр)
- река Мостовая (лв)
- 26 км: река Мутная (пр)
- 29 км: река Пелуч (лв)
- 35 км: река Кухтым (лв)
- река Малка (лв)
- река Ломовая (лв)
- река Долгая (лв)
- река Маслянка (лв)
- 52 км: Баркмос (лв)
- 55 км: Ник (пр)
- река Волим (пр)
- река Ольховка (пр)
- 73 км: река Куб (лв)

## Данные водного реестра
По данным государственного водного реестра России относится к Камскому бассейновому округу, водохозяйственный участок реки — Кама от города Березники до Камского гидроузла, без реки Косьва (от истока до Широковского гидроузла), Чусовая и Сылва, речной подбассейн реки — бассейны притоков Камы до впадения Белой. Речной бассейн реки — Кама.
Код объекта в государственном водном реестре — 10010100912111100008823.